# Три сестри (телесеріал, 2020)
«Три сестри» (рос. Три сестры) — російськомовний телесеріал 2020 року знятий в Україні. Виробництвом телесеріалу займалася кінокомпанія «Українська Продакшн Студія» на замовлення ТРК Україна. Режисером телесеріалу виступив Роман Барабаш.
Прем'єра телесеріалу в Україні відбулася 2 березня 2020 року на телеканалі ТРК Україна. Прем'єра телесеріалу в Росії відбулася 4 квітня 2020 року на телеканалі Домашній.

## Сюжет
Фільм починається жахливою трагедією, коли під час святкової вечері в особняку Кравченків спалахнула пожежа. У ній загинув маленький Льоня — син головної героїні. Слідчі, відпрацювавши різні версії, визначили цю смерть, як нещасний випадок. Усі члени родини з тяжким серцем прийняли таку версію. Втім, Марія — мати загиблого хлопчика залишилась сама по собі зі своєю версією навмисного убивства. Адже, напевно, зловмисник, який погрожував їхній сім'ї, спеціально підпалив будинок.
Занурюючись у розслідування згорьована жінка, почала переконуватися, що в пожежі могли бути зацікавлені не тільки зовнішні вороги, але й її родичі. Вона дізналася шокуючі таємниці минулого з її родини, але це жінку не зупинило.
|  | «Марія – одна з трьох сестер, а всі події в проекті «Три сестри» відбуваються в колі великої-великої родини. Події цікаві і певною мірою навіть страшні... досить душевні взаємини, але цікаво те, що таємниці і трагедії розкривають, як мені здається, цих героїв і їхні людські якості. Цікаво спостерігати, як вони змінюються», – розповіла Катерина Астахова, що зіграла головну роль в телесеріалі. |

## У ролях

### У головних ролях
- Катерина Астахова — Марія
- Наталія Старинкевич — Ольга
- Ірина Новак — Ірина

### У ролях
- Віталій Кудрявцев — Володимир
- Артем Григор'єв — Костянтин
- Ігор Рубашкін — Лев
- Борислав Борисенко — Антон
- Максим Боряк — Льоня
- Юрій Гребельник — Андрій
- Олена Стефанська — Наталія
- Алла Масленнікова — Люція
- Тамара Морозова — Ксенія
- Поліна Василина — Аліна
- Дарина Соколюк — Віка
- Артур Новиков — Микита
- Владислав Мамчур — слідчий
- Гліб Михайличенко — Петро

### У епізодах
- Людмила Альошечкіна
- Владислав Барабаш
- Сергій Бережко
- Сергій Босок
- Володимир Бурковський
- Антон Бухова
- Тарас Валігура
- Гліб Вовченко
- Матвій Вовченко
- Аліса Волкова
- Олена Грищенко
- Ольга Дорощук
- Олександр Жилінський
- Владислав Задніпровський-Кононенко
- Олександр Зіневич
- Тетяна Зіновенко
- Дмитро Коростильов
- Світлана Котлярова
- Ганна Кузіна
- Юрій Карабак
- Тетяна Лавська
- Ігор Лазунько
- Маргарита Лапіна
- Вікторія Левченко
- Віталій Лесин
- Тетяна Лещенко
- Володимир Маркович
- Ніколь Немчик
- Дмитро Палеєв-Барманський — директор архітектурного бюро
- Дарина Панченко
- Ангеліна Платко — журналістка
- Аліна Проценко
- Денис Садченко
- Вікторія Сиванич
- В'ячеслав Стасенко
- Римма Тишкевич
- Данило Чертикін
- Ярослав Шахторін

## Виробництво
Серіал знімали у Києві та Київській області